# Campeonato Argentino de Futebol de 1920 (AAmF)
O Campeonato Argentino de Futebol de 1920 da dissidente Asociación Amateurs de Football foi o trigésimo quarto torneio da Primeira Divisão do futebol argentino e o segundo dos organizados por essa entidade, não reconhecida na época pela FIFA. O certame foi disputado em dois turnos de todos contra todos, entre 28 de março e 9 de janeiro de 1921, simultaneamente com a realização do torneio da Asociación Argentina de Football. O River Plate conquistou o seu primeiro título de campeão argentino.

## Classificação final
| Pos | Equipes                 | Pts | J  | V  | E  | D  | GM | GS | SG  |
| --- | ----------------------- | --- | -- | -- | -- | -- | -- | -- | --- |
| 1.  | River Plate             | 56  | 34 | 25 | 6  | 3  | 70 | 22 | +48 |
| 2.  | Racing Club             | 54  | 34 | 25 | 4  | 5  | 77 | 23 | +54 |
| 3.  | San Lorenzo             | 46  | 34 | 17 | 12 | 5  | 58 | 30 | +28 |
| 4.  | Atlanta                 | 41  | 34 | 17 | 7  | 10 | 49 | 29 | +20 |
| 5.  | Gimnasia y Esgrima (LP) | 41  | 34 | 17 | 7  | 10 | 46 | 32 | +14 |
| 6.  | Vélez Sarsfield         | 39  | 34 | 17 | 5  | 12 | 60 | 32 | +28 |
| 7.  | Platense                | 37  | 34 | 16 | 5  | 13 | 51 | 39 | +12 |
| 8.  | Independiente           | 35  | 34 | 12 | 11 | 11 | 58 | 47 | +11 |
| 9.  | San Isidro              | 33  | 34 | 12 | 9  | 13 | 52 | 53 | -1  |
| 10. | Quilmes                 | 32  | 34 | 13 | 6  | 15 | 35 | 48 | -13 |
| 11. | Estudiantil Porteño     | 30  | 34 | 9  | 12 | 13 | 38 | 42 | -4  |
| 12. | Ferro Carril Oeste      | 30  | 34 | 12 | 6  | 16 | 34 | 61 | -25 |
| 13. | Defensores de Belgrano  | 27  | 34 | 9  | 9  | 16 | 28 | 40 | -12 |
| 14. | Barracas Central        | 26  | 34 | 9  | 8  | 17 | 28 | 49 | -21 |
| 15. | Tigre                   | 22  | 34 | 9  | 4  | 21 | 38 | 77 | -39 |
| 16. | Sportivo Buenos Aires   | 18  | 34 | 6  | 6  | 22 | 33 | 64 | -31 |
| 17. | Sportivo Almagro        | 17  | 17 | 6  | 5  | 6  | 22 | 21 | +1  |
| 18. | Lanús                   | 15  | 17 | 6  | 3  | 8  | 14 | 23 | -9  |
| 19. | Estudiantes (BA)        | 13  | 34 | 4  | 5  | 25 | 31 | 90 | -59 |

## Premiação
| Campeonato Argentino de Futebol de 1920 (AAmF) |
| ---------------------------------------------- |
| River Plate Campeão (1° título)                |

## Goleador
| Jogador   | Jogador           | Gols | Equipe          |
| --------- | ----------------- | ---- | --------------- |
| Argentina | Salvador Carreras | 19   | Vélez Sarsfield |

## Bibliografía
- Estévez, Diego (2010). 38 Campeones del fútbol argentino 1891-2010. [S.l.]: Ediciones Continente. ISBN 978-950-754-301-2